# Kasteelstraat (Zottegem)

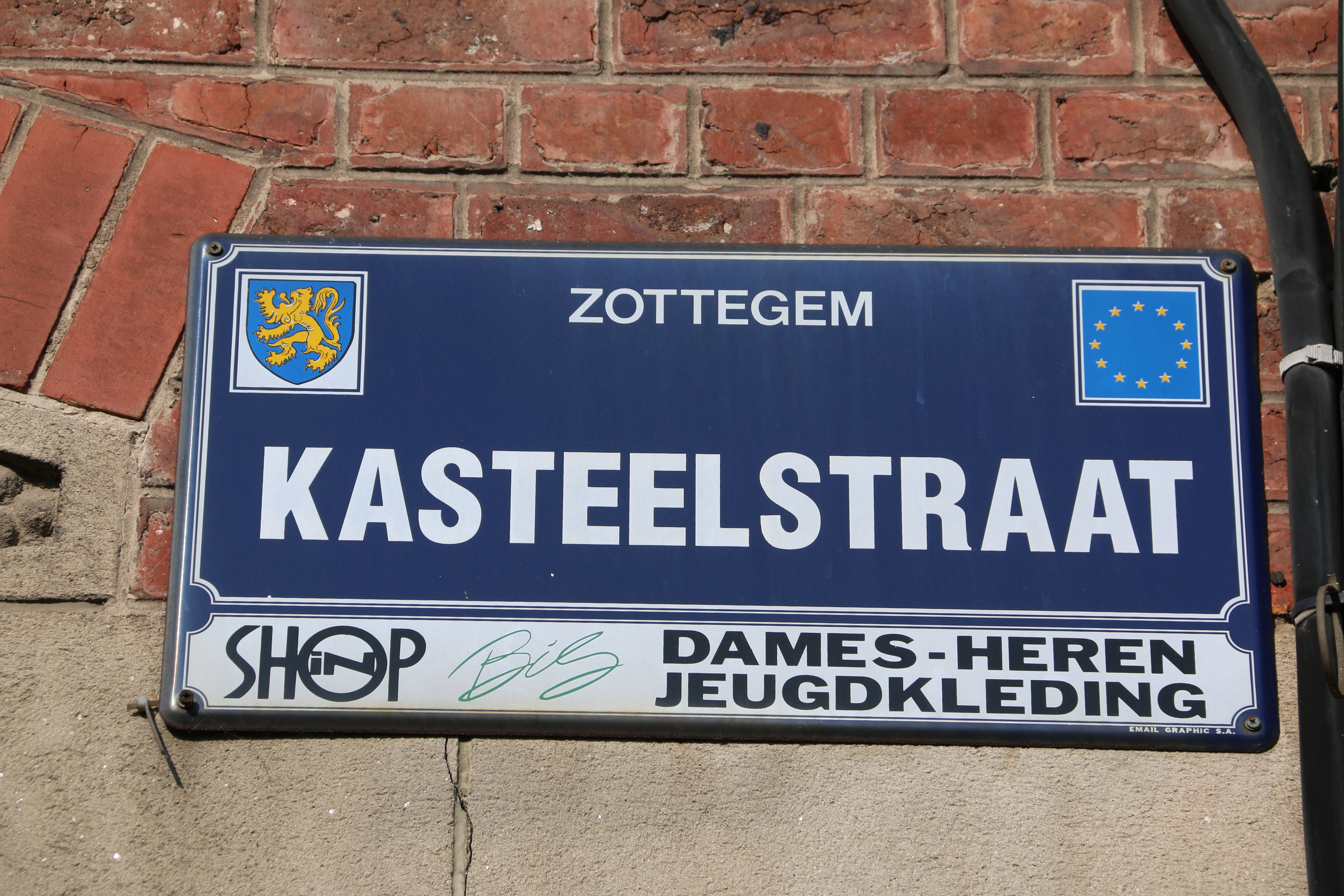
De Kasteelstraat in Zottegem

De Kasteelstraat is een straat in het Belgische Zottegem, die de Graaf van Egmontstraat verbindt met de Firmin Bogaertstraat en de Arthur Scheirisstraat. De Kasteelstraat is een hellende straat met gebogen tracé die ooit werd aangelegd op de kasteeldreef van het Egmontkasteel, waar de straat ook haar naam aan ontleent. In 1875 besliste de Zottegemse gemeenteraad den naam van Kasteelstraat te geven aan de straat nevens de gemeenteschool en de pastorij tusschen de Hoogstraat ten zuiden en de grens met Strijpen ten noorden. De Kasteelstraat liep dus oorspronkelijk door tot aan de Hoogstraat, tot dat bovenste deel (dat vanaf zeker 1419 tot 1875 Broodstraat heette) in 1946 omgedoopt werd tot Firmin Bogaertstraat. In dat stuk bevonden zich Brouwerij Het Lam en de gemeenteschool. Langs de huidige Kasteelstraat bevinden zich de Dekenij, de Congregatiekapel en het voormalige Gesticht Onze-Lieve-Vrouw van Deinsbeke. Er staan ook verschillende huizen die oorspronkelijk dateren uit de 19de eeuw. De Stovenfabriek François was vanaf 1926 in de Kasteelstraat gevestigd.

## Afbeeldingen

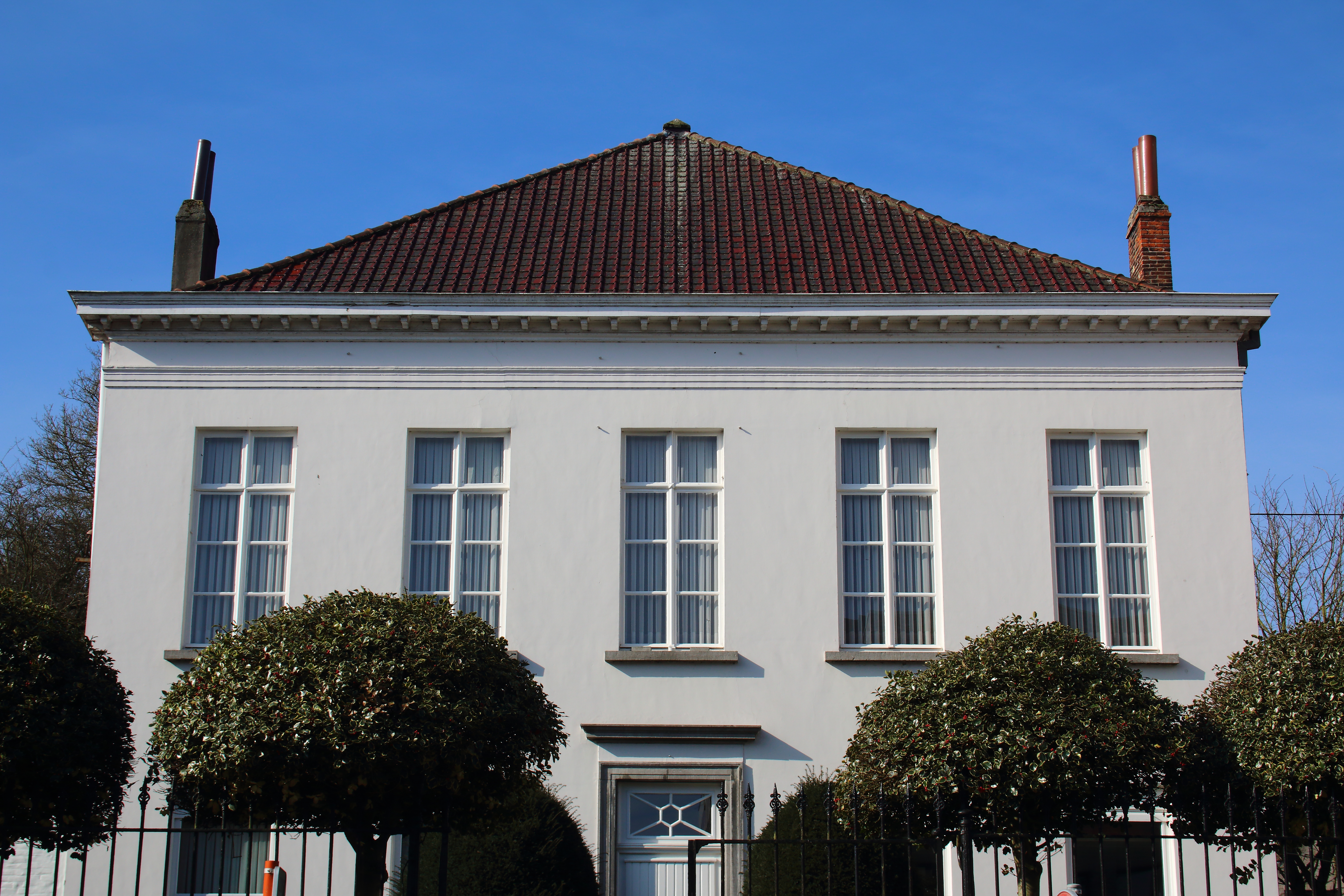
Dekenij
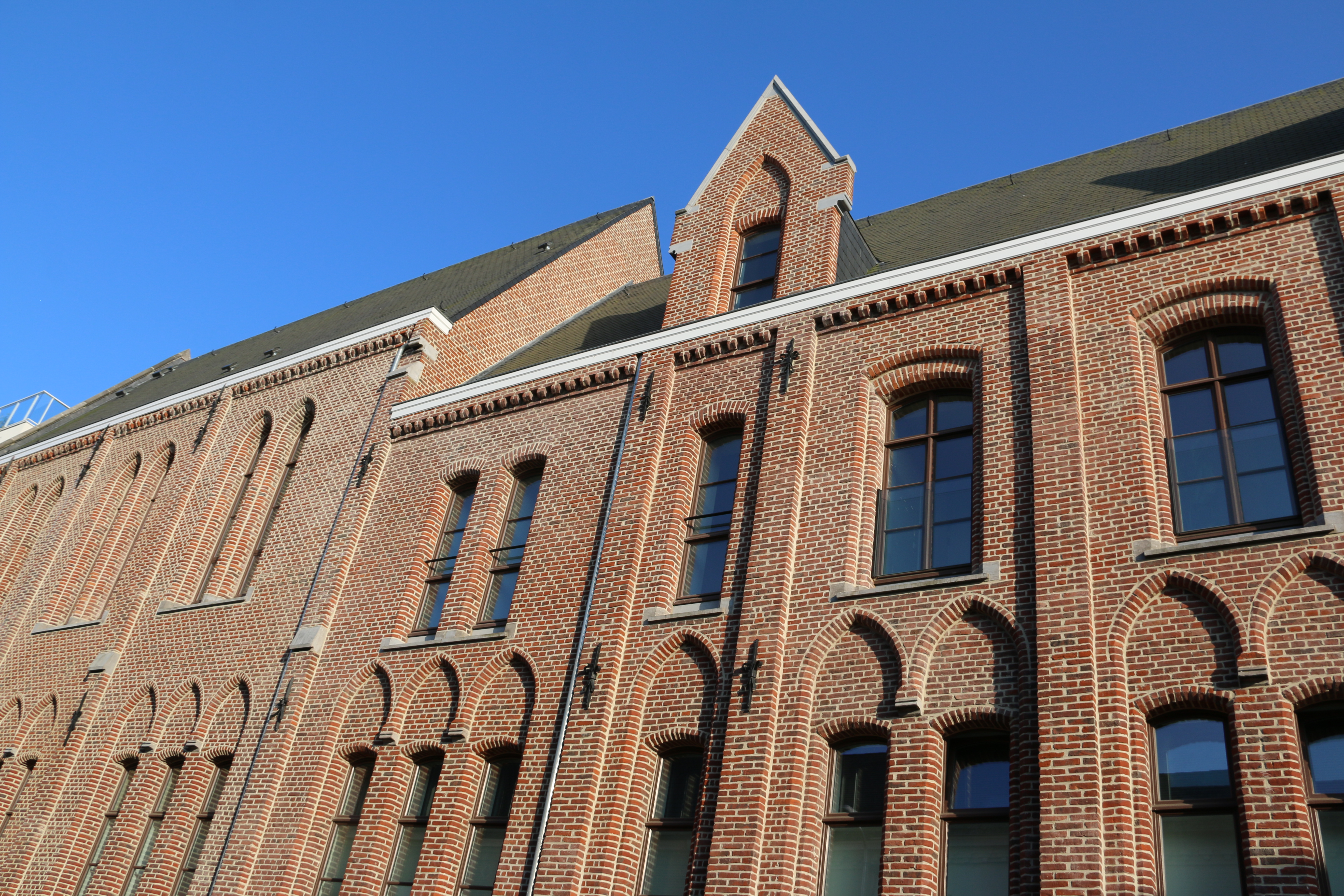
Gesticht Onze-Lieve-Vrouw van Deinsbeke
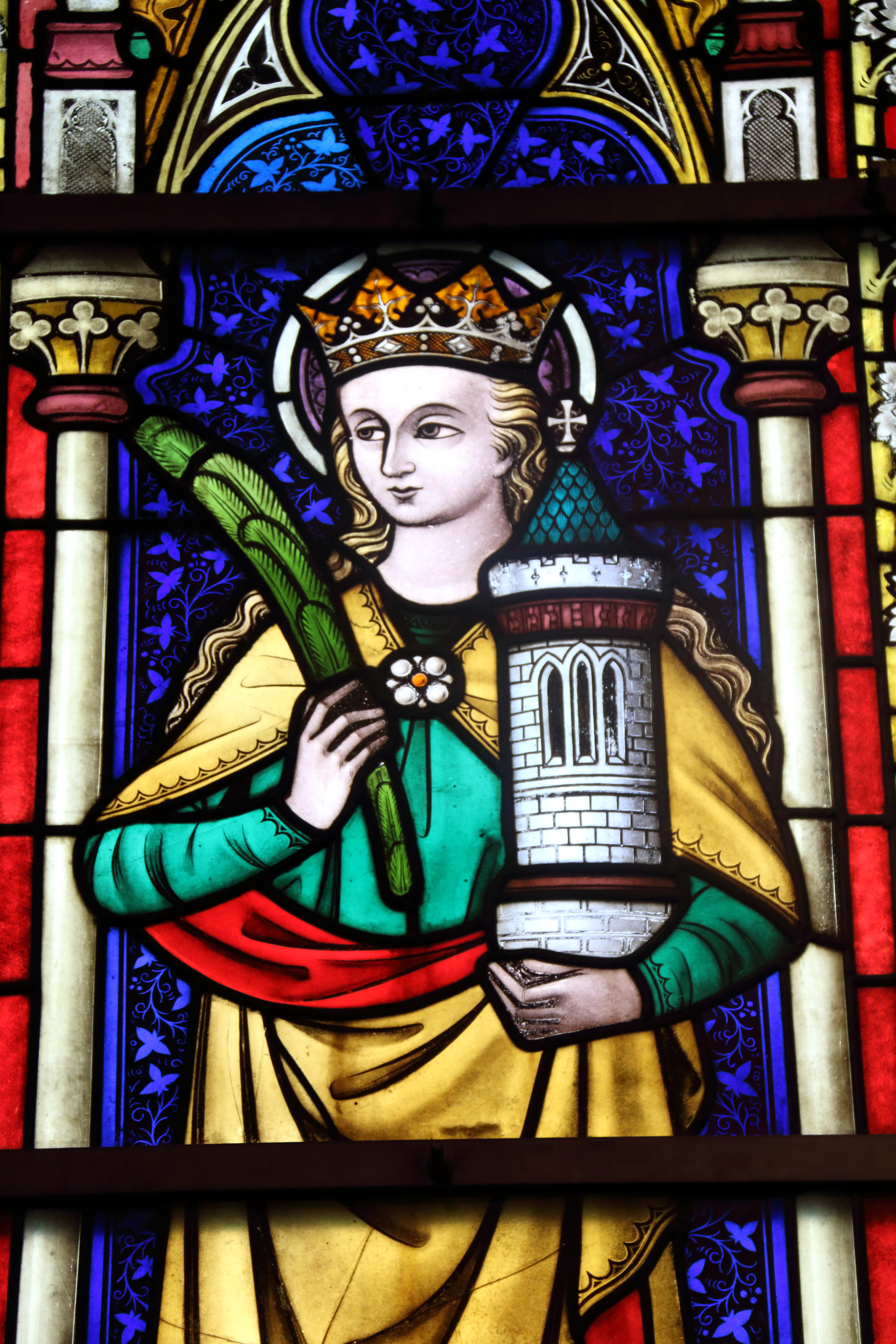
Congregatiekapel
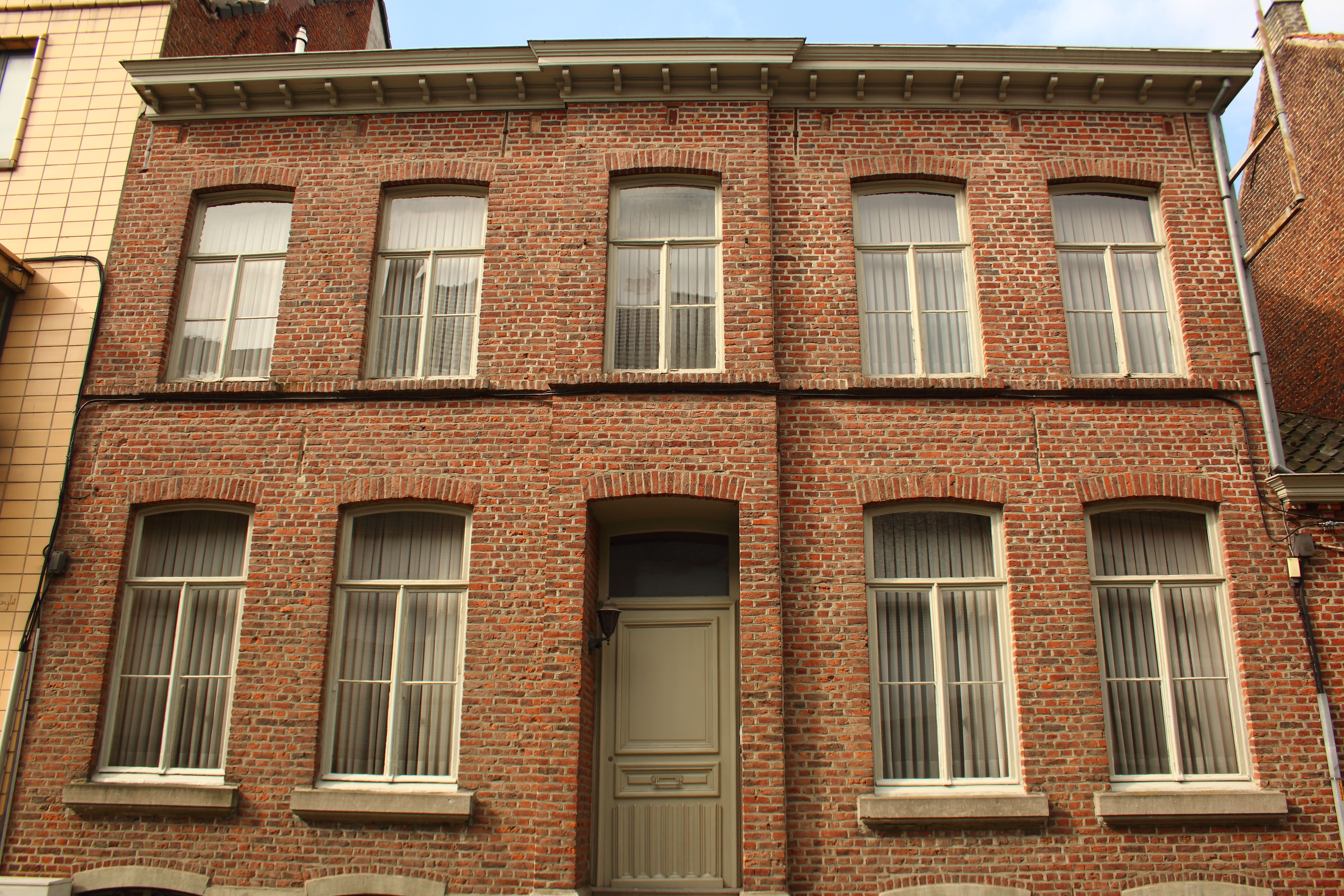
Woning in de Kasteelstraat